# Кшчень
Кшчень (пол. Krzczeń) — село в Польщі, у гміні Людвін Ленчинського повіту Люблінського воєводства.
Населення — 73 особи (2011).

## Демографія
Демографічна структура станом на 31 березня 2011 року:
|          | Загалом | Допрацездатний вік | Працездатний вік | Постпрацездатний вік |
| -------- | ------- | ------------------ | ---------------- | -------------------- |
| Чоловіки | 37      | 7                  | 26               | 4                    |
| Жінки    | 36      | 8                  | 16               | 12                   |
| Разом    | 73      | 15                 | 42               | 16                   |